# Colegio Tomás Moro
El Colegio Tomás Moro (en inglés: Thomas More College) es una escuela independiente coeducacional diaria ubicada en Kloof, cerca de Durban en KwaZulu-Natal, Sudáfrica. Thomas More College es una institución de bases cristianas que trabaja del llamado grado 000 al grado 12. A través de un programa equilibrado de actividades académicas, culturales y deportivas, así como actividades recreativas, la escuela tiene como objetivo desarrollar el amor cristiano y la autoestima en los niños y un código moral como el que defiende en el Evangelio de Jesucristo, velando porque sean capaces de hacer una contribución significativa a una sociedad en constante cambio.